# Nireu
Segons la mitologia grega, Nireu (grec antic: Νιρεύς) va ser un rei de l'illa de Sime, fill de Càrop i de la nimfa Aglaia.
Era un dels pretendents d'Helena, i tenia una gran bellesa però era d'una casa pobra. Va anar a la guerra de Troia al capdavant de només tres vaixells, segons figura en el Catàleg de les naus. Quan es va produir la lluita entre Aquil·les i Tèlef, a Mísia, durant la primera expedició i el desembarcament fallit a Troia, Nireu va matar la dona de Tèlef, Híera, que lluitava al costat del seu marit. Davant de la ciutat de Troia, Nireu va ser mort pel fill de Tèlef, Eurípil. A la Tròade es mostrava la seva tomba. Una altra tradició diu que va participar en els viatges de Toant després de la caiguda de Troia.
Un altre Nireu va ser un habitant de Catània, que a causa d'un desengany amorós es va llançar daltabaix de la Roca Lèucada. Uns pescadors el van veure i el van salvar miraculosament. A la mateixa xarxa amb la qual l'havien salvat, els pescadors van treure un cofre ple d'or. Nireu el va reclamar, però Apol·lo se li va aparèixer en un somni i li va aconsellar que s'acontentés amb la vida.